# Вінслов (Небраска)
Вінслов (англ. Winslow) — селище (англ. village) в США, в окрузі Додж штату Небраска. Населення — 19 осіб (2020).

## Географія
Вінслов розташований за координатами 41°36′33″ пн. ш. 96°30′16″ зх. д. / 41.60917° пн. ш. 96.50444° зх. д. (41.609031, -96.504528).  За даними Бюро перепису населення США в 2010 році селище мало площу 0,16 км², уся площа — суходіл. В 2017 році площа становила 0,37 км², уся площа — суходіл.

## Демографія
Згідно з переписом 2010 року, у селищі мешкали 103 особи в 40 домогосподарствах у складі 30 родин. Густота населення становила 640 осіб/км².  Було 46 помешкань (286/км²).
Расовий склад населення:
| - 99,0 % — білих - 1,0 % — корінних американців |

До двох чи більше рас належало 0,0 %. Частка іспаномовних становила 1,0 % від усіх жителів.
За віковим діапазоном населення розподілялося таким чином: 24,3 % — особи молодші 18 років, 64,0 % — особи у віці 18—64 років, 11,7 % — особи у віці 65 років та старші. Медіана віку мешканця становила 38,5 року. На 100 осіб жіночої статі у селищі припадало 98,1 чоловіків;  на 100 жінок у віці від 18 років та старших — 110,8 чоловіків також старших 18 років.
Середній дохід на одне домашнє господарство  становив 46 697 доларів США (медіана — 37 188), а середній дохід на одну сім'ю — 58 056 доларів (медіана — 55 000). Медіана доходів становила 38 750 доларів для чоловіків та 26 875 доларів для жінок. 
Цивільне працевлаштоване населення становило 36 осіб. Основні галузі зайнятості: освіта, охорона здоров'я та соціальна допомога — 36,1 %, виробництво — 33,3 %, роздрібна торгівля — 11,1 %, будівництво — 11,1 %.